# E. Ann Kaplan
Elizabeth Ann Kaplan (8 de desembre de 1936) és una investigadora, teòrica i historiadora feminista del cinema estatunidenca. També s'ha dedicat a aplicar una perspectiva postcolonialista a l'anàlisi del film. Exerceix de professora de teoria i anàlisi cultural a la universitat de Stony Brook (Nova York) i de directora fundadora de l'Institut d'Humanitats de la mateixa institució.

## Àrees de recerca
Els treballs que la van donar a conèixer, Women in Film: Both Sides of the Camera, Women in Film Noir i Motherhood and Representation són referències internacionals en el terreny de la crítica feminista a la teoria cinematogràfica. Les seves primeres recerques s'especialitzen en els estudis de gènere i de les dones, però des d'aquí amplia la seva activitat a altres terrenys de l'anàlisi cultural, preocupant-se per gèneres i formats com el cinema negre, el melodrama, el vídeo musical o les pel·lícules de catàstrofes. Actualment, les seves línies de recerca han derivat cap als estudis de l'edat (particularment, les representacions de l'envelliment humà) i l'anàlisi cultural del trauma psíquic i les distopies cinematogràfiques posteriors a l'11-S.
L'anàlisi del cinema negre permet a Kaplan observar el paper de la femme fatale, un tipus de figura femenina pròpia d'aquest gènere cinematogràfic que, si bé és caracteritzada com a independent i transgredeix els límits de les representacions tradicionals de la dona, sol pagar amb la seva vida la vulneració de les normes de gènere.
Kaplan és coneguda per treballs pioners en el terreny del vídeo musical i el gènere. Al seu llibre Rocking Around the Clock. Music Television, Postmodernism & Consumer Culture hi afirmava que el vídeo musical (i, particularment, la cadena MTV) oferia una experiència espectatorial "descentrada" o portadora d'una consciència postmoderna i capaç de diluir les categories tradicionals. Particularment, per als estudis de gènere, la condició postmoderna de la televisió musical implicava la coexistència de diverses mirades i apel·lacions a diferents posicions per a l'espectador amb respecte a la diferència sexual. Segons l'autora, en aquests productes no és clar si domina un discurs masculí o femení, i l'actitud cap al sexe i el gènere és sovint ambigua. D'aquesta manera, el vídeo i la televisió musical, per a Kaplan, oferien un model contrari a la mirada masculina vouyeurista que Laura Mulvey identificava per al cinema clàssic i que redueix la dona a la posició d'objecte.
Dins l'àrea del gènere, la representació de la maternitat al melodrama des d'una perspectiva psicoanalítica ha estat una altra de les àrees de recerca de l'autora, que sosté que, per a les dones, la posició de mare ha estat una de les més fetistixades i subordinades en els productes culturals.
E. Ann Kaplan sosté que gèneres com la novel·la sentimental o, en el cinema, el melodrama, tradicionalment han prestat atenció a les preocupacions de les dones i per aquesta mateixa raó han estat desconsiderades des de la crítica i fins a l'acadèmia, regida pels paràmetres espectatorials masculins.
Amb la publicació del monogràfic Trauma Culture: The Politics of Terror and Loss in Media and Literature, Kaplan es proposa analitzar l'imaginari col·lectiu distòpic i les projeccions que fan del futur des d'una teoria del trauma, a més d'identificar diferents subgèneres dins d'aquest conjunt de pel·lícules. Per a l'autora, aquestes projeccions es nodreixen del passat i del present però, alhora, s'esdevenen construccions d'un futur que reformula les maneres d'entendre el present i el passat. Kaplan designa com a "Cinema traumàtic en temps futur", precisament, un subgènere de les pel·lícules de ciència-ficció que se centren en les causes humanes o naturals del col·lapse absolut del món, en lloc de fer-ho, com la ciència-ficció tradicional, desplaçant l'amenaça a agents externs com extraterrestres o fantasmes. A més, estableix dues subcategories dins aquest gènere, que anomena respectivament "Thriller polític distòpic futurista" i "Pel·lícula de desastres futurista post-traumàtica".
E. Ann Kaplan sosté que sol haver-hi un motor inconscient i personal en l'elecció dels temes de recerca i que, més enllà de la contribució científica que fa la investigadora, les qüestions afectives mobilitzen el treball teòric.

## Publicacions
- Trauma Culture: The Politics of Terror and Loss in Media and Literature. London: Rutgers University Press, 2005
- Looking for the Other: Feminism, Film and the Imperial Gaze. Londres/Nova York: Routledge, 1997
- Motherhood and Representation: The Mother in Popular Culture and Melodrama. Londres/Nova York: Routledge, 1992
- Rocking Around the Clock. Music Television, Postmodernism & Consumer Culture. Londres/Nova York: Routledge, 1987
- Women and film. Both sides of the camera. Londres/Nova York: Routledge, 1983